# Silhuetbil
En silhuetbil er en racerbil bestående af en platform med et påsat karrosseri, som oftest af kunststof, og som udvendigt ligner en masseproduceret bilmodel. Kendte silhuetbilsserier er f.eks. NASCAR fra USA eller bilerne fra det franske Trophée Andros eller det tyske DTM.
For at holde fremstillingsomkostningerne nede hhv. undgå konkurrence og en dermed følgende omkostningsstigning, benyttes der i mange motorløb standardiserede og stærkt reglementerede biler. Såvel de amerikanske stockcars fra NASCAR, samt DTM-rallybilerne, har kun udvendige men ingen tekniske træk til fælles med den masseproducerede bilmodel, som de deler karrosseridesign med. Derved er det muligt at benytte de samme reservedele til alle mærker for at holde omkostningerne nede. Dermed er vitale dele som f.eks. motor, gearkasse, bremser og hjul ens til alle modeller, hvilket sparer udviklingsomkostningerne for hver enkelt bilmærke.
Den mest konsekvente omsætning i Europa var den mellem 2001 og 2003 fremstillede tyske V8-Star-serie. V8-Star var en mærkeuafhængig serie. Teknisk set bestod alle disse biler af en gitterramme med en fra USA importeret 5,7-liters V8-motor med ca. 365 kW (500 hk) (i 2001 330 kW (450 hk)) og et drejningsmoment på 600 Nm, som afgav sin effekt til en sekventiel sekstrinsgearkasse. Elektroniske kørselshjælpssystemer var ikke tilladt. Føreren var anbragt i en Monocoque, som teknisk set var hentet fra Formel 1-bilerne.